# 오스트로흐

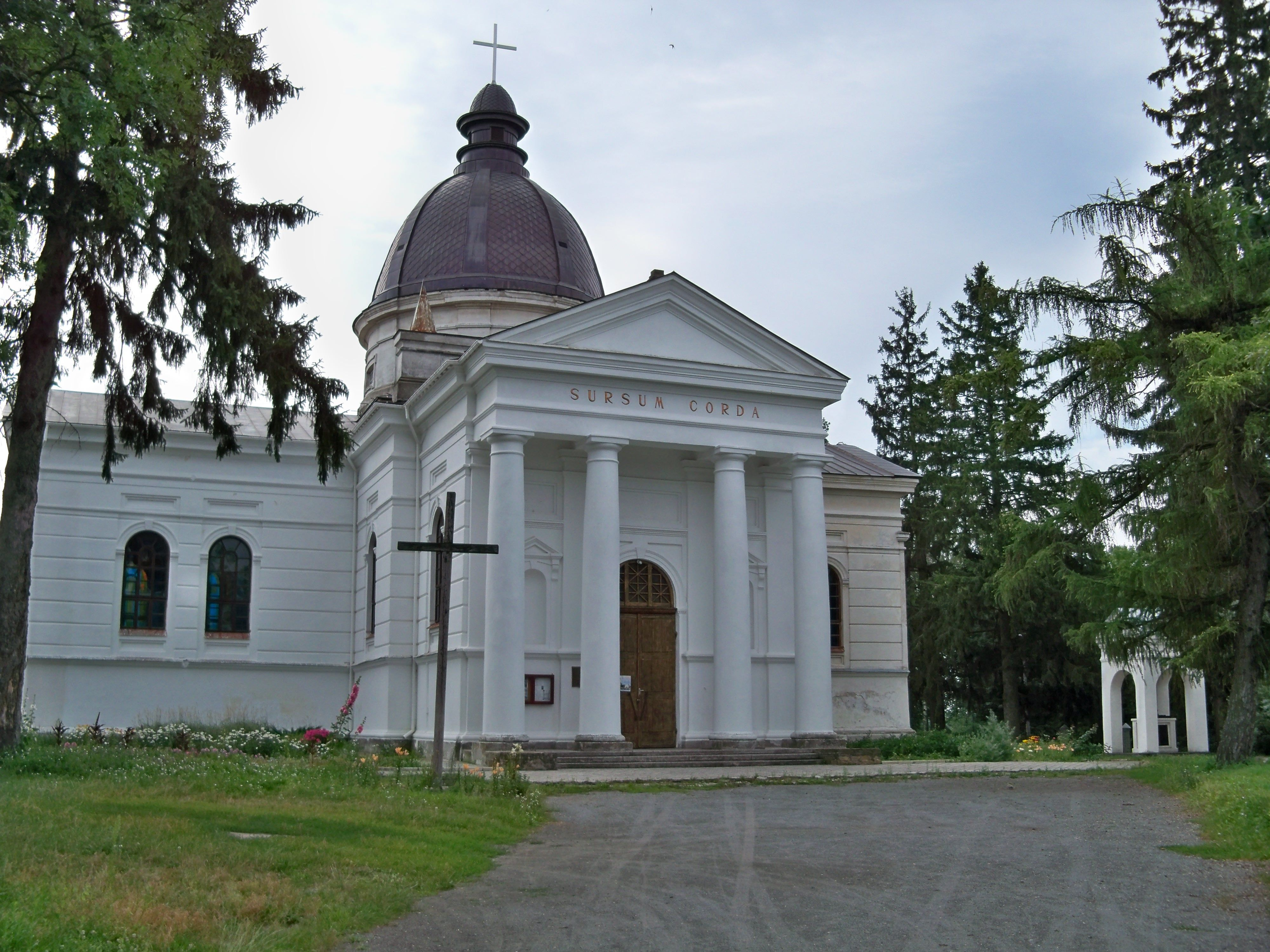
오스트로흐

오스트로흐(우크라이나어: Острог)는 우크라이나 서부 리우네주에 위치한 도시로 면적은 10.9km2, 인구는 14,801명(2001년 기준), 인구 밀도는 1,358명/km2이다.